# 光熙
光熙（306年六月-十二月）是西晋皇帝晋惠帝司马衷的第九个年号，由司馬顒掌權。共计7个月。
光熙元年十一月晋惠帝死，晋怀帝司馬熾即位沿用。次年改元永嘉元年。

## 纪年
| 光熙 | 元年              |
| ---- | ----------------- |
| 公元 | 306年             |
| 干支 | 丙寅              |
| 成汉 | 建兴三年 晏平元年 |
| 前赵 | 元熙三年          |

## 参看
- 中国年号索引